# یواس‌اس شنندوا (۱۸۶۲)
یواس‌اس شنندوا (۱۸۶۲) (به انگلیسی: USS Shenandoah (1862)) یک کشتی بود که طول آن ۲۲۵ فوت (۶۹ متر) بود. این کشتی در سال ۱۸۶۲ ساخته شد.